# Азаров Олексій Миколайович
Олексій Мико́лайович Аза́ров (нар. 13 липня 1971, Калуга, Російська РФСР) — український проросійський політик та українсько-австрійський бізнесмен російського походження, син Миколи Азарова. Перший заступник Голови Комітету ВРУ з питань фінансів і банківської діяльності, народний депутат України, член фракції Партії регіонів у ВРУ VII скликання. Громадянин Росії.
Був одним з депутатів, що голосували за «Диктаторські закони» у січні 2014 року. Підозрюється у вчиненні ряду економічних злочинів. Разом із батьком переховується від слідства.

## Життєпис
Народився 13 липня 1971 р. в Калузі в РСФСР. Одружений, має трьох дітей.

### Освіта
- 1992 — закінчив МДУ за спеціальністю — «гірничий інженер».
- 2000 — закінчив Українську академію зовнішньої торгівлі та отримав диплом юриста міжнародного права.
- 2001 — захистив наукову дисертацію на тему «Особливості вступу України до СОТ».

### В Україні
- 1993—1995 — працював головним інженером, а потім заступником директора Координаційної Ради керівників підприємств та організацій Донецька.
- 1996—1997 — очолював Донецьке управління Держкомісії з цінних паперів
- 1998—2001 — працював в посольствах України у Фінляндії і Швейцарії, представництві України при ООН.
- 2000—2002 — співробітник Українського торговельного представництва в Швейцарії
- 2002—2003 — радник тодішнього прем'єр-міністра України Віктора Януковича («на суспільних засадах»)[4][5]
- 2007—2012 — займав посаду директора-представника Міжнародного фонду сприяння інвестиціям — Sustainable Ukraine gemeinnützige Forschung GmbH (Відень)
- На парламентських виборах 2012 р. висунутий кандидатом у депутати ВРУ від Партії регіонів за одномандатним мажоритарим виборчим округом № 47. За даними виборчої комісії, переміг, набравши 76,10 % голосів виборців.[6]

### Міжнародні зв'язки
У ВРУ сьомого скликання Олексій очолював групу з міжпарламентських зв'язків з Австрією, був заступником керівника групи з міжпарламентських зв'язків з Іспанією та членом груп ВРУ із міжпарламентських зв'язків з такими країнами як Японія, Литвою, Швейцарією, Німеччиною, Болгарією, Італією, Саудівською Аравією, Францією, США, Фінляндією, ОАЕ та Іраком.

## Власність
- З ім'ям Олексія пов'язують українську авіакомпанію Air Onix.[7]
- Засновник, власник 100 % капіталу (€35 000) і офіційно до 2012 керуючий австрійської компанії «Sustainable Ukraine gemeinnützige Forschung GmbH»[8]
- Власник офшорного холдингу «P&A Corporate Cervice Trust» (Вадуц)[джерело?]
- Власник офшорного холдингу «L.A.D.A. Holding Anstalt» (Вадуц)[джерело?]
- Є власником рахунку у банку UniCredit (Відень).[джерело?]

## Нерухомість
- дім з ділянкою в елітному районі Відня Пьотцляйнсдорф, що примикає до палацового парку, де мешкає його сім'я і куди переїхав його батько зразу після відставки з посаді прем'єр-міністра України в кінці січня 2014. Площа: житлова 1013 м², садиби 3373 м². Ціна житла в цьому житолову районі знаходиться в межах €4000—€6100 за 1 м2[9]
- офісний центр (1-й та підвальний поверхи), площа 1500 м²[10]

## Рухомість
- автомобіль Chrysler 300 C, який зареєстрований на співробітника його фірми, але яким постійно керує Олексій.[10][11]

## Помешкання
- Має дозвіл на постійне проживання в Австрії.[12]
- прописаний за адресою в Києві.[13]

## Сім'я
- дружина — Лілія Едуардівна Азарова (Фатхуліна, 1976 р.н.), австрійська підприємець та видавець (у декларації Олексія від 30 липня 2012 року представлена як «домогосподарка»).[13] Керівниця та власниця 50 % капіталу (€50 000) видавничого холдингу «Publishind Deluxe Holding GmbH»; власниця часопису «Vienna Deluxe Magazine»; власниця художньої галереї в елітному кварталі Відня Parkring.[8]
- діти: Дарій (2002), Альона (2007), Микола (2010).[13]

## Кримінальне провадження

### Блокування рахунків в ЄС

Країни, де Азаров під санкціями

5 березня 2014 року Рада ЄС ухвалила блокування коштів відстороненого ВРУ з посади Президента України Януковича, його синів Олександра і Віктора, екс-прем'єра Миколи Азарова і його сина Олексія, братів Андрія і Сергія Клюєвих, екс-генпрокурора Віктора Пшонки та його сина Артема, бізнесмена Сергія Курченка — загалом 17 осіб з числа колишніх урядовців та наближених до екс-президента Януковича, які підозрюються в незаконному використанні бюджетних коштів.
З квітня 2014 року Олексій Азаров разом із батьком намагаються за допомогою європейських адвокатів оскаржити застосування до них санкцій з метою розморожування заблокованих ЄС рахунків та зняття візових обмежень.
На початку вересня 2014 міністерством внутрішніх справ Австрії за підозрою у відмиванні коштів на підставі рішення Ради ЄС про санкції проти клану Януковича було заморожено активи компанії LPG Trading GmbH, яка займалася торгівлею зрідженим газом, які належать спільно Сергієві Курченку та Олексієві Азарову. Слідство відносно цієї компанії велося ще з березня 2014.
У березні 2015 року дія санкцій щодо Олексія Азарова на території ЄС не була продовжена, хоча слідство щодо нього в Україні та кількох Європейських країнах тривало.
Попри поточні розслідування, згідно з даними Deutsche Welle Азаров у 2017-2019 рік вів підприємницьку діяльність у кількох європейських країнах, зокрема, через довірену особу Костянтина Пивоварова, якому він офіційно передав свої активи в лютому 2014 року, і кількох громадян Австрії, один з яких в серпні 2019 претендував на посаду в наглядовій раді Укрексімбанку.

### Україна
1 травня 2025 року президент Зеленський ввів санкції проти Азарова.

### Канада
У червні 2024 року Канада ввела економічні санкції проти соратників Януковича, зокрема, проти Олексія.

### Швейцарія
У вересні 2017 року Печерський суд Києва прийняв ухвалу, що дозволила арештувати 10 банківських рахунків Олексія Азарова у Швейцарії. Мова про суми в різній валюті, загалом понад $1 млн, що, на думку українських прокурорів, були отримані шляхом незаконного збагачення. Станом на 2019 рік Олексій Азаров згадується у списку 19 осіб з оточення Януковича, чиї активи заморожені урядом Швейцарії, та щодо кого триває правова співпраця з Україною.

### Відмивання коштів в Італії
В Італії Азарова підозрюють у відмиванні $18 млн як хабар за призначення Андрія Клюєва віце-прем'єром. За даними слідства, гроші проводились через італійську компанію, що купила дві великі вілли на Сардинії та в районі Гольфо-ді-Маринелла на півночі Італії в 2012 і 2013 роках. 2010 року Азаров продав Клюєву вищезгадану посаду за хабар у вигляді угоди з нерухомістю на 18 млн $. Далі кошти прийшли на рахунок австрійської компанії Garda Handels Und Beteiligungs Gmbh, що викупила фіктивну італійську компанію Agosto 2012 Srl.